# Quartieri iurta

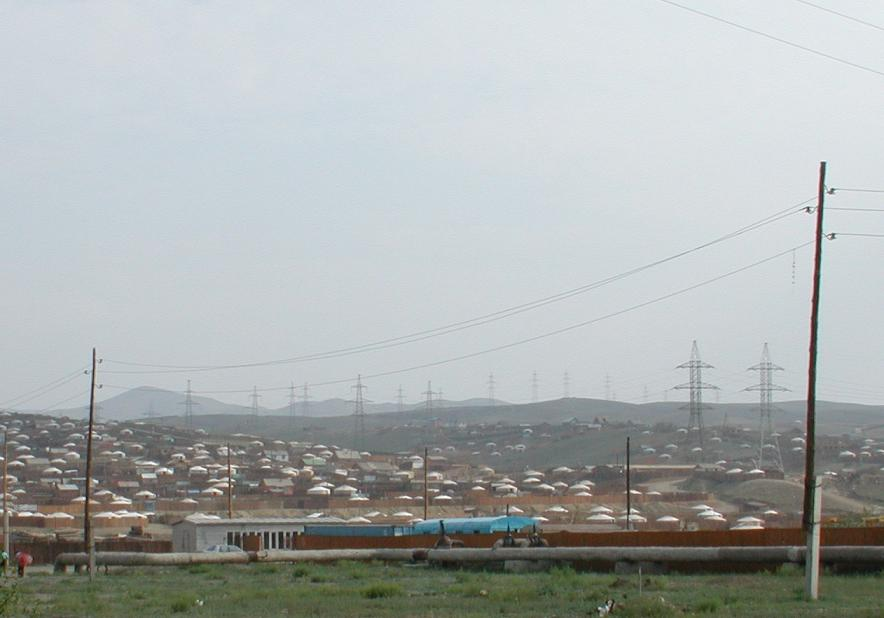
Tipico quartiere iurta

Un quartiere iurta (mongolo: гэр хороолол, ger choroolol) è un tipico quartiere residenziale della Mongolia. Essi sono generalmente composti da una o più case unifamiliari o iurta (da qui il nome), circondato da recinzioni in legno alte circa due metri.